# Korea Exchange
La Korea Exchange (KRX), est la place boursière de la Corée du Sud, créée en mars 1956. En 2008, elle a constitué la 19e place financière au monde en matière de capitalisation boursière des sociétés de chaque opérateur.

## Structure
La Korea Exchange est constituée de quatre composants: 
- La division du marché KOSPI, indexée par l'indice KOSPI. Il s'agit du principal marché du Korea Exchange répertoriant les actions des plus grosses entreprises de Corée du Sud, tel que Samsung Electronics, LG Electronics ou encore Hyundai Motor.
- La division du marché KOSDAQ, indexée par l'indice KOSDAQ. Les petites et moyennes entreprises avec un potentiel de croissance sont cotées sur ce marché. Les exigences de cotation sont moins rigoureuses que celles du marché KOSPI.
- La division du marché KONEX, indexée par l'indice KONEX. Créé en 2013, ce marché est réservé aux petites entreprises et aux start-up qui ne sont pas en mesure de satisfaire les exigences du marché KOSDAQ afin de lever des capitaux[3].
- La division du marché des dérivés.

## Histoire
Comme les autres bourses asiatiques, Séoul a bénéficié au début des années 1990 d'un afflux massif de capitaux étrangers qui se retirent ensuite, déstabilisant la monnaie puis l'économie des pays, et amenant la fin du système de change fixe.